# القوات البرية الإسرائيلية
القوات البرية الإسرائيلية (بالعبرية: זְרוֹעַ הַיַבָּשָׁה)، زِروع هيابشة تعني "الذراع البري")، هي سلاح البر التابع للجيش الإسرائيلي، قائدها هو الضابط العام القائد برتبة لواء، المازي، ويتبع لرئيس الأركان العامة. وهي دمج لعدة قوات وفيالق[ ؟ ] أرضية معاً وتشكل مقر القيادة متعدد الفيلاق والسلاح رسمياً عام 1983م بحيث يجمع كل العصابات القتالية الارضية المتفرقة تحت راية الجيش الإسرائيلي.
صدر أمر من وزير الدفاع ديفيد بن غوريون في 26 مايو 1948 بإنشاء «الجيش الإسرائيلي» رسميًا كجيش مجندين مكون من جماعة الهاجاناه شبه العسكرية، والتي تضم الجماعات المسلحة إرغون وليحي. خدمت القوات البرية في جميع الحروب العسكرية الرئيسية لإسرائيل - بما في ذلك حرب 1948 العربية الإسرائيلية، والعدوان الثلاثي (أزمة السويس 1956)، وحرب الستة أيام 1967، وحرب أكتوبر 1973، وعملية عنتيبي 1976، وحرب لبنان 1982، والانتفاضة الفلسطينية الأولى 1987-1993، والانتفاضة الفلسطينية الثانية 2000-2005، وحرب لبنان 2006، والحرب على غزة (2008-2009). في حين أن الجيش الإسرائيلي كان يعمل في الأصل على ثلاث جبهات ـ ضد لبنان وسوريا في الشمال، والأردن والعراق في الشرق، ومصر في الجنوب ـ إلا أنه بعد معاهدة السلام المصرية الإسرائيلية عام 1979، فقد ركز نشاطه في جنوب لبنان والأراضي الفلسطينية، بما في ذلك الانتفاضة الأولى والثانية.
تستخدم القوات البرية العديد من التقنيات المُطوّرة في إسرائيل، مثل دبابة القتال الرئيسية ميركافاه، وناقلة الجنود المدرعة أخزريت، ونظام الدفاع الصاروخي "القبة الحديدية"، ونظام الحماية النشط "تروفي" للمركبات، وبنادق الهجوم "جليل" و "تافور". اختُرع مدفع رشاش "عوزي" في إسرائيل، واستخدمته القوات البرية حتى ديسمبر 2003، منهيًا بذلك خدمة بدأت عام 1954. منذ عام 1967، تربط جيش الدفاع الإسرائيلي علاقات عسكرية وثيقة مع الولايات المتحدة، بما في ذلك التعاون في مجال التطوير، مثل نظام الدفاع بالليزر " ثيل" ونظام الدفاع الصاروخي "آرو".

## التنظيم

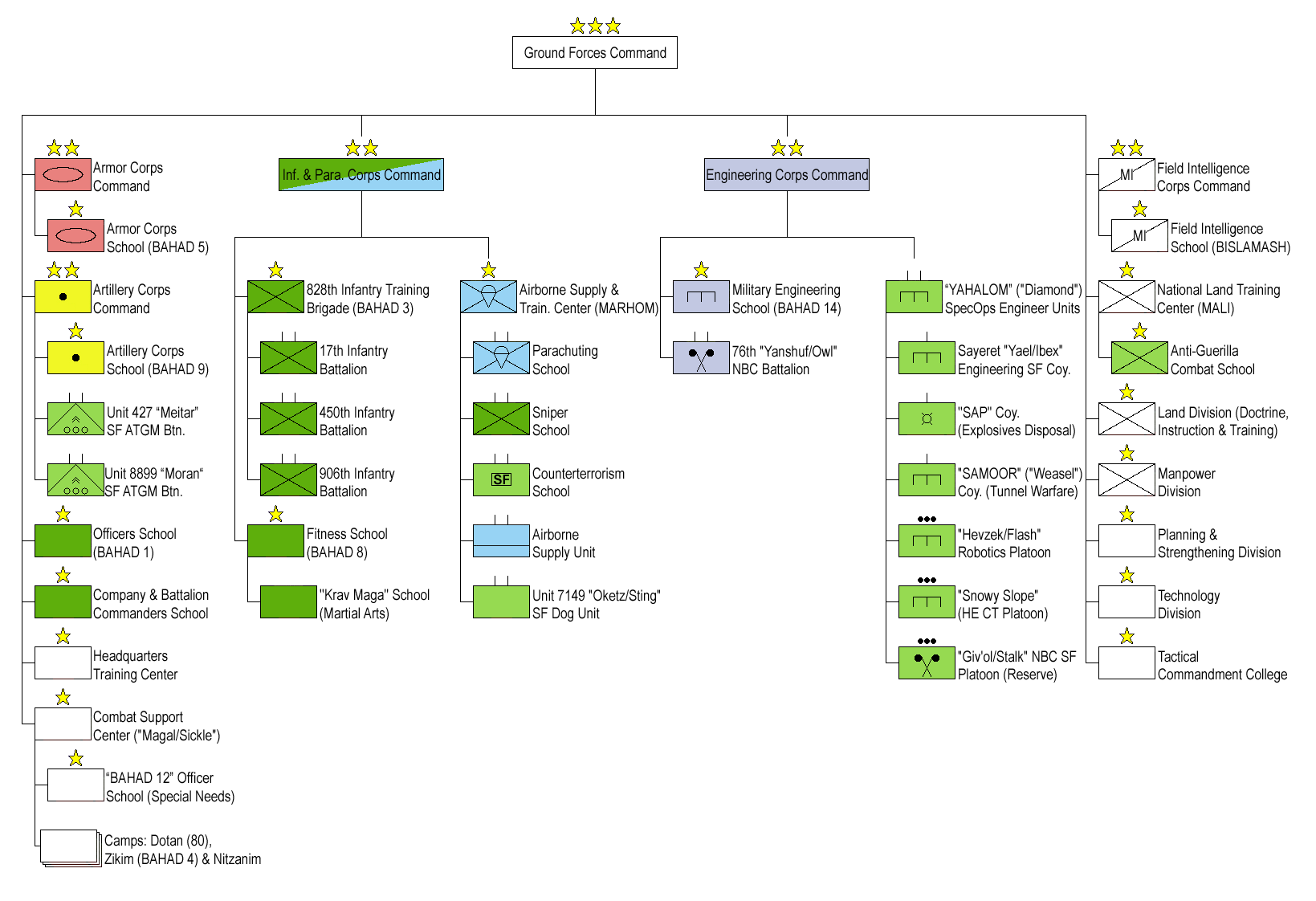
الهيكل التنظيمي للقوات البرية لجيش الاحتلال الإسرائيلي

الجيش الإسرائيلي هو قوة عسكرية متكاملة، بدون ذراع برية منفصلة من عام 1948 إلى عام 1998، عندما تم وضع القوات البرية رسميًا تحت قيادة واحدة تُعرف الآن باسم مقر قيادة الجيش (بالعبرية: מפקדת זרוע היבשה، Mifkedet Zro'a HaYabasha، اختصارًا Mazi). لا تُعتبر القوات البرية بعد ذراعًا رسمية للجيش الإسرائيلي، بنفس الطريقة التي تُعتبر بها القوات الجوية الإسرائيلية والبحرية الإسرائيلية.

تشمل القوات البرية الفيالق التالية:
- فيلق المشاة
  - لواء غولاني
  - لواء المظليين الإسرائيلي 35
  - لواء ناحال 84
  - لواء الكوماندوز عوز 89
  - لواء كفير 900
  - لواء جفعاتي 933
  - لواء كرملي المشاة الثاني كارميلي (الاحتياطي)
  - لواء المشاة الثالث ألكسندر وني (الاحتياطي)
  - لواء المشاة الخامس شارون (الاحتياطي)
  - لواء المشاة إيتزيوني السادس (الاحتياط).
  - لواء المشاة التاسع (الاحتياطي)
  - لواء المشاة الحادي عشر يفتاح (الاحتياط)
  - لواء المشاة الثاني عشر في النقب (الاحتياط)
  - لواء المشاة السادس عشر (الاحتياط) القدس
  - لواء المظليين 55 هود هحنيت (احتياط).
  - لواء المظليين 226 (الاحتياط)
  - لواء المشاة 228 (الاحتياطي)
  - لواء المظليين 551 (الاحتياط)
  - لواء المظليين سكاي فوكس (الاحتياطي) رقم 646
  - لواء هحاريم (الجبل)
- سلاح المدرعات
  - لواء ساعر المدرع السابع
  - لواء باراك المدرع 188
  - لواء إكفوت هابرزيل المدرع 401
  - لواء أبناء المدرعات الخفيفة 460
  - اللواء المدرع الرابع كرياتي (احتياط).
  - اللواء المدرع الثامن (الاحتياطي)
  - لواء هاريل المدرع العاشر (الاحتياطي)
  - لواء المدرعات الرابع عشر (الاحتياطي)
  - لواء المدرعات 37 (الاحتياط)
  - لواء المدرعات 205 القبضة الحديدية (الاحتياطي)
  - لواء عربات النار المدرعة 263 (الاحتياطي)
  - لواء المدرعات 679 يفتاح (الاحتياط)
  - لواء المدرعات 847 (الاحتياطي) من عربات الفولاذ
- سلاح المدفعية
  - فوج المدفعية 214 مقلاع داود
  - فوج المدفعية رقم 215 من عمود النار
  - فوج المدفعية الجولان 282
  - فوج المدفعية 209 (الاحتياطي)
  - فوج المدفعية 213 (الاحتياطي)
  - فوج المدفعية 454 تابور (الاحتياطي)
  - فوج المدفعية 7338 (الاحتياطي)
  - فوج تدريب المدفعية النارية 425
  - سلاح الهندسة القتالي الإسرائيلي
  - سلاح الاستخبارات القتالية (إسرائيل)